# 西勢寮
西勢寮，原寫為西勢藔，是臺灣臺中市沙鹿區的一個傳統地域名稱，位於該區北部。相較於今日行政區，其範圍大致包括西勢里不含西南端及東南端、犁分里西北部不含其西側凸出部分、北部東段邊界地帶不含東北端，以及清水區鰲峰里東南部。
臺中航空站是臺灣中部唯一的國際機場，其第一航厦（國內線）的全部與第二航厦（國際線）的北大半部均在西勢寮地區東部境內的中航路一段東側。

## 歷史
台灣清治末期，西勢寮地區為一街庄，稱為「西勢藔庄」，隸屬於大肚上堡。該庄北與吳厝庄為鄰，東與公館庄為鄰，南邊為竹林庄，西邊為鹿藔庄、牛罵頭街。
1901年（日明治三十四年）11月，全台廢縣廳改設二十廳，該庄隸屬於臺中廳。1903年（明治三十六年）6月，該庄編入「公館區」，仍隸屬於臺中廳。1909年（明治四十二年）10月，全台二十廳合併為十二廳，公館區隸屬不變。1920年（大正九年），全台地方制度大改正，該庄改制並雅化為「西勢寮」大字，隸屬於臺中州大甲郡沙鹿庄。1938年，沙鹿庄升格為沙鹿街。
戰後沙鹿街改制為沙鹿鎮，隸屬於臺中縣，大字亦改制為里。1950年10月，中、彰、投分治，沙鹿鎮隸屬不變。2010年12月，隨著臺中縣、市合併為直轄臺中市，沙鹿鎮改制為沙鹿區。

## 聚落
本地區發展較早的聚落為西勢藔，在日治期初期的官方地圖上已有記載。此外，本地區尚有新西勢寮聚落。

## 交通
臺中航空站是臺灣中部唯一的國際機場，其第一航厦（國內線）的全部與第二航厦（國際線）的北大半部均在西勢寮地區東部境內的中航路一段東側。國內線有3家業者營運，飛航金門、馬公、花蓮、南竿等機場；國外線有4家國內業者及6家國外業者營運，飛航香港、日本、越南、韓國、中國大陸、澳門、泰國等國家與地區的機場。
國道3號又稱「福爾摩沙高速公路」，是貫穿台灣西部的兩條縱向高速公路之一，大致以北北東—南南西轉北北西—南南東走向蜿蜒經過本地區中部。境內南部與省道台10線交會處設有沙鹿交流道，由此可快速前往台灣西部各地。
省道台10線（中清路七段）是臺中港至豐原的幹道，大致以西北—東南走向繞彎道轉西向東經過本地區南部，並於國道3號交會處設有沙鹿交流道。由該道路向西北轉北再轉西北可經鹿寮東北部前往清水西南端、社口東北部、秀水、大槺榔並止於省道台17線路口，向東可前往大雅、神岡、豐原等地。
省道台10乙線（中航路三段～一段）是清水至西勢寮的幹道，其東南側端點位於本地區東南部省道台10線路口。由此向北轉北北東至西勢寮聚落，轉西北西經國道3號上方至嘉陽高中轉西南於本地區西部邊界北側出境後，經兩次髮夾彎後轉西再轉北再轉西再轉北經清水聚落可前往田寮中部並止於省道台1線路口。
區道中67線（中山路）是西勢寮至沙鹿的道路，其北側端點位於本地區東南部省道台10線路口。由此向西南出境後轉北再入境，再轉西南再次出境後，可前往竹林地區西南部並止於省道台12線路口。
區道中73線（和睦路三段）是圳堵至西勢寮的道路，其南側端點位於本地區東北部的西勢寮聚落東南側省道台10乙線路口。由此向東北轉北北東出境後，可前往吳厝、楊厝寮、新庄子、圳堵並止於圳堵國小北側的區道中79線路口。

## 學校
- 嘉陽高中
- 公館國小